# 高雄流行音樂中心

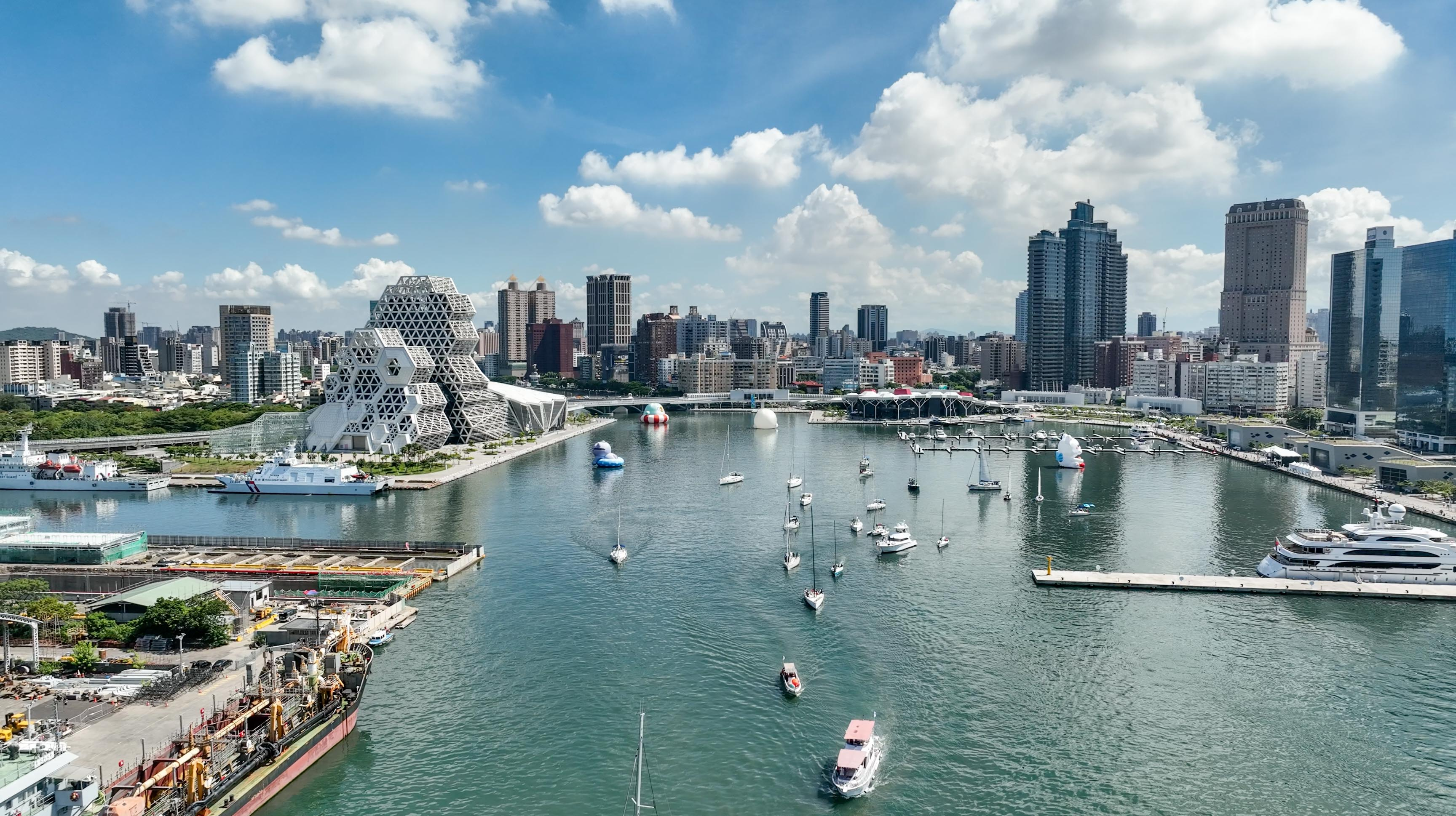
高雄流行音樂中心全貌

高雄流行音樂中心（英語：Kaohsiung Music Center，簡稱高流），原興建計畫名稱海洋文化及流行音樂中心，基地位於高雄港11-15號碼頭（真愛碼頭、光榮碼頭及苓雅寮車場），占地約11.89公頃，於2021年正式啟用。
高流建築群包括海風廣場、音浪塔（室內大型表演場館）、鯨魚堤岸（6間小型展演空間）、珊瑚礁群（複合商業空間）、海豚步道、渡輪碼頭、和文創市集等，另還有位於駁二藝術特區大義倉庫的LIVE WAREHOUSE，園區設有人行天橋連接愛河出海口東西兩岸的園區，整體園區內亦設有高雄輕軌真愛碼頭站及光榮碼頭站2個車站。

## 歷史
規劃及興建時期
- 2009年10月1日，行政院核定文化部辦理之「海洋文化及流行音樂中心計畫」。
- 2010年3月及5月，文化部與高雄市政府府簽訂「代辦工程協議書」及「軟體配套計畫協議書」。
- 2011年1月18日，國際競圖決選公布，由西班牙Manuel Alvarez Monteserin Lahoz的設計獲得首獎，於2011年3月23日簽約典禮。
- 2011年3月23日，與西班牙及台灣翁祖模建築師團隊於真愛碼頭舉行簽約典禮。
- 2013年12月18日，第1階段工程由茂新營造得標，包含位於光榮碼頭之6間小型展演空間（鯨魚堤岸）。
- 2014年3月3日，第1階段工程動土；3月20日開始施作。
- 2014年11月4日，第2階段工程公告閱覽，包含興建大型室內表演廳、戶外表演場、流行音樂展示區及產業社群空間、海洋文化展示中心及文創產商業專區，並建置整體水岸環境景觀。
- 2017年6月8日，第1階段工程竣工。
- 2015年3月9日，第2階段工程上網公告招標。
- 2015年5月7日，第2階段工程由互助營造與興泰水電共同得標，並於6月8日簽約[5]。
- 2020年8月，第2階段工程竣工，另外後續工程該年年底前完工，預計2021年4月開幕[6]。

試營運時期
- 2017年9月4日，高雄市政府遴選聘任「行政法人高雄流行音樂中心」第一屆董監事；並於10月10日舉行第1屆第1次（106年度第1次）董事會，會中通過執行長與副執行長人選聘任案、預算案及暫行組織人事規章案。
- 2018年1月1日，「行政法人高雄流行音樂中心」正式掛牌成立。
- 2018年7月，KKBOX SPERO（2021年4月1日改名後台 Backstage Live）進駐鯨魚堤岸03號館；TESL高雄電競館進駐鯨魚堤岸05號館。
- 2019年9月，開始舉辦第一屆「呷涼祭」。
- 2019年10月2日，發布高雄流行音樂中心CI品牌識別設計系統及官網設計，設計主軸融合高雄地景「海洋」，由四屆金曲獎視覺設計統籌的JL DESIGN團隊操刀；Logo圖標設計將海與音樂融為一體，象徵一道五線譜上的新浪潮，描繪聲浪湧起，蓄勢待發的姿態。
- 2020年，「夢境現實」沉浸式劇院（台灣動畫公司夢想動畫所）進駐鯨魚堤岸01號館。
- 2020年9月，開始開辦「高流系」全方位音樂產業人才培育課程。
- 2020年12月22日，配合高雄市政府「跨百光年」活動，全區戶外場域正式對外開放。
- 2021年2月3日，海音館舉行首次軟硬體技術「業內測試會議」，邀請上百位流行音樂相關產業人士、團體與單位參與。
- 2021年3月27日，海音館舉辦首次滿載測試演出－－「高流PLAY!」，以利場館調校及優化工程進行，吸引3500名觀眾索票入場，演出者包含DJ Mykal a.k.a. 林哲儀、康康康樂隊、高爾宣、孫盛希、宇宙人等[7]。
- 2021年4月25日，海音館前廣場首次辦理演出－－「真嗨高流!」，由即將於海音館分別開唱的陳嘉樺Ella、鼓鼓呂思緯、蘇慧倫舉行演唱會搶聽會。

正式營運時期
- 2021年10月31日，高雄流行音樂中心正式開幕，舉行「Sea The Future看見高雄的未來：海洋文化及流行音樂中心開幕式暨演唱會」，由總統蔡英文、文化部長李永得、高雄市長陳其邁揭幕啟用。
- 2021年11月6日，第12屆金音創作獎於高流中心舉辦，為高流首次舉辦頒獎典禮。

## 組織架構

### 董事會／監事會
董事會成員由高雄市政府聘任，並負責館務監督及執行長任命。

#### 第一屆
| 董事長 | 董事長                     | 董事長 |
| 屆次   | 任職時間                   | 姓名 |
| ------ | -------------------------- | --- |
| 第一屆 | 2017年9月4日～2020年9月3日 | 史哲（高雄市副市長） →王文翠（高雄市政府文化局代理局長） →林思伶（高雄市政府文化局局長） →林尚瑛（高雄市政府文化局副局長） |
| 董事會 |                            | |
| 第一屆 | 2017年9月4日～2020年9月3日 | 史哲（高雄市副市長） →王文翠（高雄市政府文化局代理局長） →林思伶（高雄市政府文化局局長） →林尚瑛（高雄市政府文化局副局長） |
| 第一屆 | 2017年9月4日～2020年9月3日 | 王志錚（文化部影視及流行音樂發展司副司長）                                                                                 |
| 第一屆 | 2017年9月4日～2020年9月3日 | 王家荺（新願文創執行長、高雄產業發展協會執行長）                                                                           |
| 第一屆 | 2017年9月4日～2020年9月3日 | 王祖壽（電視廣播節目主持人、樂評）                                                                                         |
| 第一屆 | 2017年9月4日～2020年9月3日 | 王慧琳（高雄市政府文化局專門委員）                                                                                         |
| 第一屆 | 2017年9月4日～2020年9月3日 | 李明智（大大國際娛樂、左右音樂總經理及搖滾辦桌音樂祭、大彩虹音樂節總策展人）                                               |
| 第一屆 | 2017年9月4日～2020年9月3日 | 李明璁（音樂社會學學者、藝文音樂策展人）                                                                                   |
| 第一屆 | 2017年9月4日～2020年9月3日 | 侯志堅（資深音樂製作人）                                                                                                   |
| 第一屆 | 2017年9月4日～2020年9月3日 | 何景揚（樂團蘇打綠木吉他手兼團長）                                                                                         |
| 第一屆 | 2017年9月4日～2020年9月3日 | 柯俊任（Hit FM聯播網－中台灣廣播電台台長）                                                                                 |
| 第一屆 | 2017年9月4日～2020年9月3日 | 張瑀真（大學教授、作家）                                                                                                   |
| 第一屆 | 2017年9月4日～2020年9月3日 | 陳建騏（音樂跨界創作人）                                                                                                   |
| 第一屆 | 2017年9月4日～2020年9月3日 | 葉湘怡（閃靈樂團團長） |
| 第一屆 | 2017年9月4日～2020年9月3日 | 鄭宇辰（滅火器樂團吉他手、詞曲創作者）                                                                                     |
| 第一屆 | 2017年9月4日～2020年9月3日 | 蕭賀碩（歌手、作曲人） |
| 監事會 |                            | |
| 第一屆 | 2017年9月4日～2020年9月3日 | 白瑞龍（高雄市政府法制局副局長）                                                                                           |
| 第一屆 | 2017年9月4日～2020年9月3日 | 洪國欽（律師） |
| 第一屆 | 2017年9月4日～2020年9月3日 | 陳仙女（高雄市政府文化局會計主任）                                                                                         |

#### 第二屆
| 董事長 | 董事長                         | 董事長                                                                       |
| 屆次   | 任職時間                       | 姓名                                                                         |
| ------ | ------------------------------ | ---------------------------------------------------------------------------- |
| 第二屆 | 2020年10月20日～2023年10月19日 | 王文翠（高雄市政府文化局局長）                                               |
| 董事會 |                                |                                                                              |
| 第二屆 | 2020年10月20日～2023年10月19日 | 王文翠（高雄市政府文化局局長）                                               |
| 第二屆 | 2020年10月20日～2023年10月19日 | 陳美英（高雄市政府文化局專門委員）                                           |
| 第二屆 | 2020年10月20日～2023年10月19日 | 王志錚（文化部影視及流行音樂發展司副司長）                                   |
| 第二屆 | 2020年10月20日～2023年10月19日 | 李明智（大大國際娛樂、左右音樂總經理及搖滾辦桌音樂祭、大彩虹音樂節總策展人） |
| 第二屆 | 2020年10月20日～2023年10月19日 | 林生祥（獨立音樂創作人、金曲獎及金馬獎得主）                                 |
| 第二屆 | 2020年10月20日～2023年10月19日 | 柯俊任（Hit FM聯播網－中台灣廣播電台台長）                                   |
| 第二屆 | 2020年10月20日～2023年10月19日 | 蕭賀碩（歌手、作曲人、金曲獎得主）                                           |
| 第二屆 | 2020年10月20日～2023年10月19日 | 周恒毅（鍵盤手）                                                             |
| 第二屆 | 2020年10月20日～2023年10月19日 | 廖偉程（前高雄流行音樂中心執行長）                                           |
| 第二屆 | 2020年10月20日～2023年10月19日 | 李靜慧（文化部政務次長、前國立故宮博物院副院長）                             |
| 第二屆 | 2020年10月20日～2023年10月19日 | 沈妙姿（高雄港區土地開發公司董事長）                                         |
| 第二屆 | 2020年10月20日～2023年10月19日 | 陳建騏（音樂跨界創作人、金曲獎、金馬獎、金鐘獎得主）                         |
| 第二屆 | 2020年10月20日～2023年10月19日 | 丁度嵐（前台北流行音樂中心籌備處主任）                                       |
| 第二屆 | 2020年10月20日～2023年10月19日 | 王雅新（寬宏藝術業務部副總）                                                 |
| 第二屆 | 2020年10月20日～2023年10月19日 | 紀華麟（音樂製作人、金曲獎得主）                                             |
| 監事會 |                                |                                                                              |
| 第二屆 | 2020年10月20日～2023年10月19日 | 王世芳（高雄市政府法制局局長）                                               |
| 第二屆 | 2020年10月20日～2023年10月19日 | 洪國欽（律師）                                                               |
| 第二屆 | 2020年10月20日～2023年10月19日 | 陳碧美（高雄市政府主計處主任秘書）                                           |

### 執行長
執行長由高雄市政府提名經董事會同意後聘任。
| 任次 | 姓名   | 就職時間      | 卸任時間      | 備註 |
| ---- | ------ | ------------- | ------------- | ---- |
| 1    | 廖偉程 | 2018年1月1日  | 2020年4月13日 |      |
| 2    | 李欣芸 | 2020年4月13日 | 2023年1月31日 |      |
| 3    | 丁度嵐 | 2023年4月1日  | 迄今          |      |

### 行政組織
- 執行長
  - 副執行長
    - 企劃宣傳部
    - 演出服務部
    - 營運發展部
    - 行政事務部
    - 公共關係部
    - 技術服務部

## 舉行活動

### 頒獎典禮
- 金音創作獎
  - 2021年 第12屆金音創作獎頒獎典禮
- 金曲獎
  - 2022年 第33屆流行音樂金曲獎國際音樂節
- 走鐘獎
  - 2023年 第5屆走鐘獎星光大道暨頒獎典禮

### 演唱會
| 演出日期         | 演出場館       | 演出名稱                                                                    | 演出藝人 | 主辦單位                                                  | 製作單位         |
| 2021年3月27日    | 海音館         | 《高流PLAY!》高雄流行音樂中心海音館滿載測試演出                             | DJ Mykal a.k.a. 林哲儀、康康康樂隊、高爾宣、孫盛希、宇宙人                                                                                   | 高雄市政府文化局                                          | 新視紀整合行銷   |
| 2021年4月25日    | 海風廣場       | 真嗨高流 ！                                                                 | 陳嘉樺Ella、鼓鼓呂思緯、蘇慧倫 | 華貴娛樂、相信音樂、Live Nation理想國、寬魚國際、勁樺娛樂 | 新視紀整合行銷   |
| 2021年10月31日   | 海音館         | 《Sea The Future 看見高雄的未來》海洋文化及流行音樂中心開幕式暨演唱會       | 高雄輕軌少女隊、文夏四姐妹、朱海君、琳誼、許富凱、旺福、熊仔                                                                                 | 文化部、高雄市政府                                        | 必應創造         |
| 2021年11月7日    | 海風廣場       | 真愛・唱（月光場）《榮耀的樂章，正在開始》                                  | Puyuma普悠瑪家族樂團（陳建年、紀曉君、南王姐妹花、昊恩）                                                                                     | 高雄流行音樂中心                                          | 聲昊有限公司     |
| 2021年11月20日   | 海音館         | 盧廣仲《勵志演說》高流演唱會                                                | 盧廣仲 | 高雄流行音樂中心                                          | 添翼音樂         |
| 2021年12月4日    | 海音館         | 《百年追求》台灣文化啟蒙運動高雄紀念音樂會                                  | 以莉·高露、生祥樂隊、安溥、朱頭皮、吳志寧、吳晟、金其禾、台灣原聲童聲合唱團、馬彼得、高雄市交響樂團、曹雅雯、連俞涵、滅火器 、鄭宜農、鍾永豐 | 高雄市政府、高雄市政府文化局、中華文化總會                | 高雄流行音樂中心 |
| 2021年12月11日   | 海音館         | 《BACK TO 70'S》西洋金曲演唱會                                              | 沈文程、黃大煒、潘越雲、王若琳、達美樂 | 聯合數位文創、udn x 瘋表演                                | 大大娛樂         |
| 2022年7月23日    | 海音館         | 【聽到請回答CONNECTING…】巡迴演唱會−高雄場                                  | 鼓鼓 呂思緯 | 相信音樂、用心音樂、LIVE NATION理想國                     |                  |
| 2022年7月30日    | 海音館         | 真愛秀・藍寶石大歌廳                                                        | 主持：邵大倫+張秀卿 演出：林慧萍、黃妃、龍千玉、蔡小虎、王彩樺、曾心梅                                                                       | 高雄流行音樂中心                                          |                  |
| 2022年7月31日    | 海音館         | 真愛秀・藍寶石大歌廳                                                        | 主持：邵大倫+張秀卿 演出：陳美鳳、洪榮宏、李翊君、龍千玉、蔡小虎、荒山亮                                                                     | 高雄流行音樂中心                                          |                  |
| 2022年8月20日    | 海音館         | ELLA陳嘉樺《艾拉秀》                                                        | ELLA 陳嘉樺 | 寬魚國際、勁樺娛樂                                        | 太陽娛樂集團     |
| 2022年8月27日    | 海音館         | 艾怡良《從夜晚出生的我們》高雄場                                            | 艾怡良 | 上引娛樂                                                  |                  |
| 2022年9月3日     | 海音館         | 蘇慧倫《生命之花》30週年演唱會高雄場                                        | 蘇慧倫 | 華貴娛樂、相信音樂、LIVE NATION理想國                     | 必應創造         |
| 2022年9月17日    | 海音館         | 陳珊妮「調教X教條」高流演唱會                                               | 陳珊妮 | 華貴娛樂、大樂音樂                                        |                  |
| 2022年9月24日    | 海音館         | 周蕙 漫步月光下 高雄演唱會                                                  | 周蕙 | 阿爾發音樂                                                |                  |
| 2022年10月15日   | 海音館         | 2022 李玖哲【今天星期幾】演唱會                                             | 李玖哲 | 寬宏藝術                                                  | 源活娛樂         |
| 2022年10月22日   | 海音館         | 原來的少年 高雄場演唱會                                                     | 原子少年 | 野火娛樂                                                  |                  |
| 2022年11月12日   | 海音館         | THE MOMENT! 宇宙人理想狀態演唱會                                            | 宇宙人 | 相信音樂、相遇音樂                                        |                  |
| 2022年12月24日   | 海音館         | 麋先生十週年演唱會「we我們的十年」                                          | 麋先生 | 相信音樂、相遇音樂                                        | 必應創造         |
| 2023年8月5日     | 海音館         | 一生到底                                                                    | 滅火器樂團 | 火氣音樂                                                  |                  |
| 2023年8月12日    | 海音館         | 時寐                                                                        | 安溥 | 牡蠣造音                                                  |                  |
| 2023年12月16日   | 海音館         | MAMAMOO+ 1ST FAN CONCERT ‘TWO RABBITS CODE’ - ASIA TOUR IN KAOHSIUNG        | MAMAMOO+ | 遠雄創藝                                                  |                  |
| 2024年4月5日     | 海音館         | 2024 CNBLUE LIVE‘CNBLUENTITY’IN KAOHSIUNG                                   | CNBLUE | 希林國際、一六三娛樂股份有限公司                          | 希波企劃         |
| 2024年4月6日     | 海音館         | 2024 CNBLUE LIVE‘CNBLUENTITY’IN KAOHSIUNG                                   | CNBLUE | 希林國際、一六三娛樂股份有限公司                          | 希波企劃         |
| 2024年4月27日    | 海音館         | VTUBER森森鈴蘭LILY LINGLAN《盛開BLOOMING》3D化實體LIVE!演唱會               | 森森鈴蘭 | 高雄流行音樂中心、箱箱、烘嗓音樂                          |                  |
| 2024年5月4日     | 海音館         | Moon Byul 1ST WORLD TOUR IN TAIWAN [MUSEUM : an epic of starlit]            | 玟星 | 希林國際、希波企劃                                        |                  |
| 2024年5月5日     | 海音館         | Moon Byul 1ST WORLD TOUR IN TAIWAN [MUSEUM : an epic of starlit]            | 玟星 | 希林國際、希波企劃                                        |                  |
| 2024年6月22日    | 海音館         | Solar 2nd CONCERT [COLOURS] IN KAOHSIUNG                                    | 頌樂 | 希林國際、O.N worldwide 오엔기획、希波企劃                |                  |
| 2024年7月6日     | 海音館         | HIGHLIGHT LIVE 2024 [LIGHTS GO ON, AGAIN] IN KAOHSIUNG                      | HIGHLIGHT | 希林國際、希波企劃                                        |                  |
| 2024年7月7日     | 海音館         | HIGHLIGHT LIVE 2024 [LIGHTS GO ON, AGAIN] IN KAOHSIUNG                      | HIGHLIGHT | 希林國際、希波企劃                                        |                  |
| 2024年7月13日    | 海音館         | 2024 ONEW FANMEETING IN TAIWAN <GUESS!>                                     | 溫流 | 星月文創有限公司                                          |                  |
| 2024年8月17日    | 海音館         | 2024 KEY ON : AND ON ASIA TOUR in KAOHSIUNG                                 | KEY | 遠雄創藝                                                  |                  |
| 2024年8月24日    | 海音館         | 2024 Whee In 1ST WORLD TOUR : WHEE IN THE MOOD [BEYOND] ENCORE IN KAOHSIUNG | 輝人 | 希林國際、希波企劃                                        |                  |
| 2024年9月14日    | LIVE WAREHOUSE⁠ | Jeff Satur : Space Shuttle No.8 Asia Tour - PHASE 2 in Kaohsiung            | 羅杰夫 | Live Nation理想國                                         |                  |
| 2024年10月26日   | 海音館         | 2024 FTISLAND LIVE TOUR ‘PULSE’ IN KAOHSIUNG                                | FTISLAND | 希林國際、希波企劃                                        |                  |
| 2024年11月16日   | 海音館         | Take That - This Life On Tour 2024                                          | 接招合唱團 | Live Nation理想國                                         |                  |
| 2025年1月5日     | 海音館         | KYUHYUN 10th Anniversary Asia Tour ‵COLORS′ in KAOHSIUNG                    | 圭賢 | D.SHOW Taiwan                                             |                  |
| 2025年1月18-19日 | 海音館         | DAY6 3RD WORLD TOUR in KAOHSIUNG                                            | DAY6 | Live Nation Taiwan                                        |                  |
| 2025年1月25日    | 海音館         | 2025 MINHO CONCERT [MEAN : of my first] IN KAOHSIUNG                        | 珉豪 | 開麗娛樂                                                  |                  |
| 2025年2月15日    | 海音館         | 2025 RAIN CONCERT：STILL RAINING - KAOHSIUNG                                | RAIN | 大步整合行銷有限公司                                      |                  |
| 2025年2月22日    | 海音館         | AAA TOUR BY HYUKOH＆SUNSET ROLLERCOASTER 2025 - KAOHSIUNG                   | HYUKOH X 落日飛車 | 夕陽音樂產業有限公司、安大風有限公司                      |                  |
| 2025年2月23日    | LIVE WAREHOUSE | 久違了音樂會-高雄場                                                         | Bae林采欣 | 頑欣大發娛樂                                              |                  |
| 2025年3月22-23日 | 海音館         | GFRIEND 10th Anniversary <Season of Memories> in Kaohsiung                  | GFRIEND | Applewood Taiwan                                          |                  |
| 2024年4月12日    | 海音館         | 2025 FTISLAND LIVE ‘PULSE’ THE FINAL IN KAOHSIUNG                           | FTISLAND | 希林國際、希波企劃                                        |                  |
| 2025年6月21日    | 海音館         | NuNew 1st Concert Dream Catcher in Kaohsiung                                | 查瓦林·佩德皮里亞旺 | 展泰未來國際有限公司                                      |                  |

### 首度開唱紀錄
| 演出類型     | 演出日期          | 演出者                   | 演出名稱                                                                 | 備註 |
| ------------ | ----------------- | ------------------------ | ------------------------------------------------------------------------ | ---- |
| 台灣男歌手   | 2021年11月20日    | 盧廣仲                   | 《盧廣仲 勵志演說 高流演唱會》                                           |      |
| 台灣女歌手   | 2022年8月20日     | 陳嘉樺                   | 《ELLA陳嘉樺《艾拉秀》》                                                 |      |
| 台灣男子組合 | 2022年10月22日    | 原子少年                 | 《原來的少年 高雄場演唱會》                                              |      |
| 台灣搖滾組合 | 2022年11月12日    | 宇宙人                   | 《THE MOMENT! 宇宙人理想狀態演唱會》                                     |      |
| 國外男歌手   | 2024年7月13日     | 溫流                     | 《2024 ONEW FANMEETING IN TAIWAN：GUESS!》                               |      |
| 國外女歌手   | 2024年5月4日      | 玟星                     | 《Moon Byul 1st World Tour in Taiwan：Museum – An Epic of Starlit》      |      |
| 國外男子組合 | 2024年7月6日－7日 | HIGHLIGHT                | 《HIGHLIGHT LIVE 2024：Lights Go On, Again in Kaohsiung》                |      |
| 國外女子組合 | 2023年12月16日    | MAMAMOO+                 | 《MAMAMOO+ 1st Fan Concert〈Two Rabbits Code〉– Asia Tour in Kaohsiung》 |      |
| 國外搖滾組合 | 2024年4月5日      | CNBLUE                   | 《2024 CNBLUE Live〈CNBLUENTITY〉in Kaohsiung》                          |      |
| 國外男歌手   | 2025年6月21日     | 泰國 查瓦林·佩德皮里亞旺 | 《NuNew 1st Concert：Dream Catcher in Kaohsiung》                        |      |

## 獲獎紀錄
- 2021年，在世界不動產聯盟（英语：FIABCI）舉辦之「全球卓越建設獎」中，勇奪2021年公共建設類金獎[8]。

## 爭議

### 音響系統涉入弊案
2022年11月末，有媒體踢爆高流主打的沉浸式音響系統，高雄市文化局與高流涉嫌以粗糙招標程序，以「勞務採購」名目，編列415萬，讓長期在駁二藝術特區合作的活動硬體出租公司「台灣聲研」，協助海音館進行規劃。
但有業者指出，這類工程應該是由音響廠商認證的音響系統工程師代業主執行，費用則囊括在音響採購費內，不另外收系統設計費，415萬疑似被人巧立名目A走。針對此事調查局也已接獲檢舉並完成調查，由高雄地檢署偵辦中。 

## 圖庫

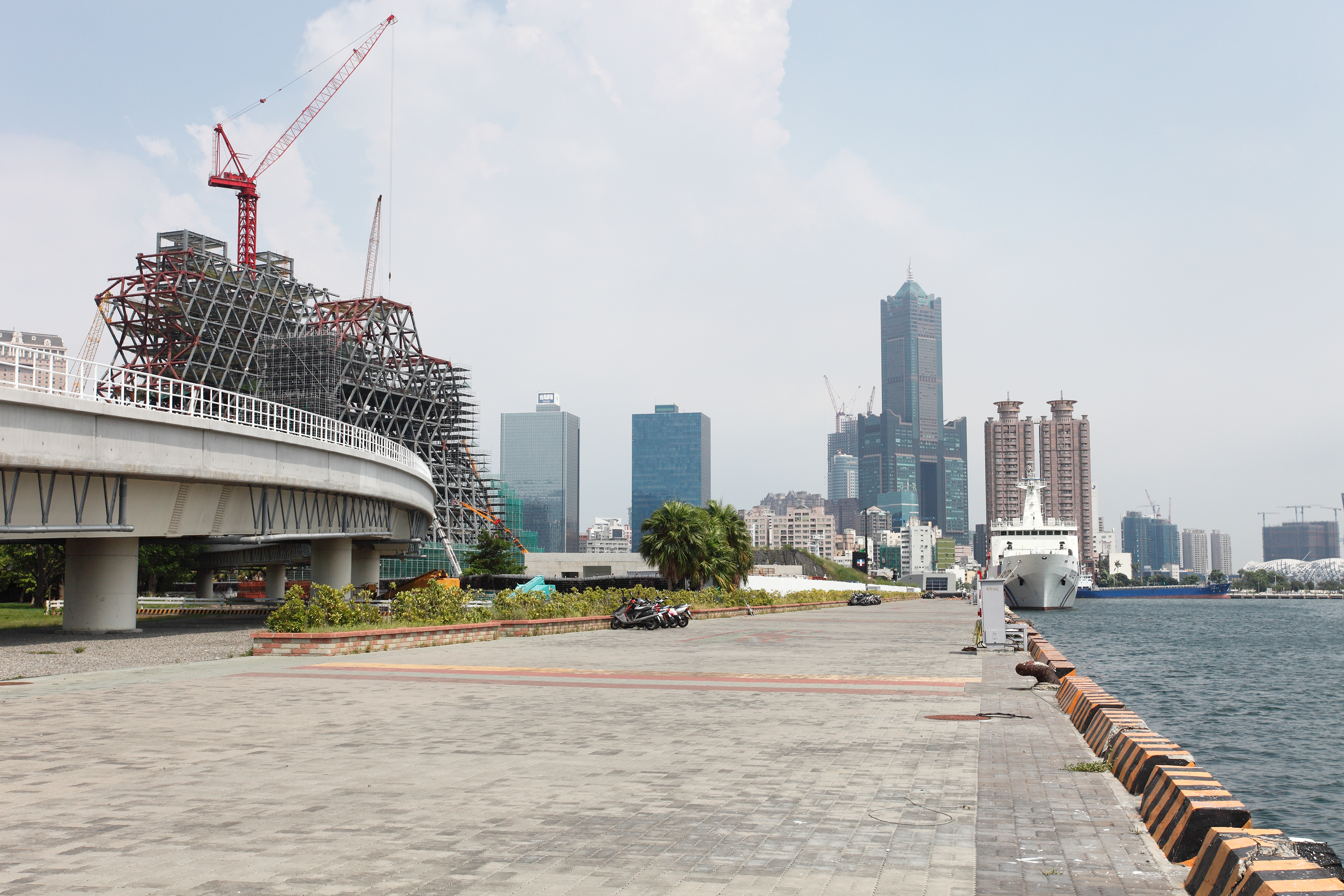
2017年8月的工程進度
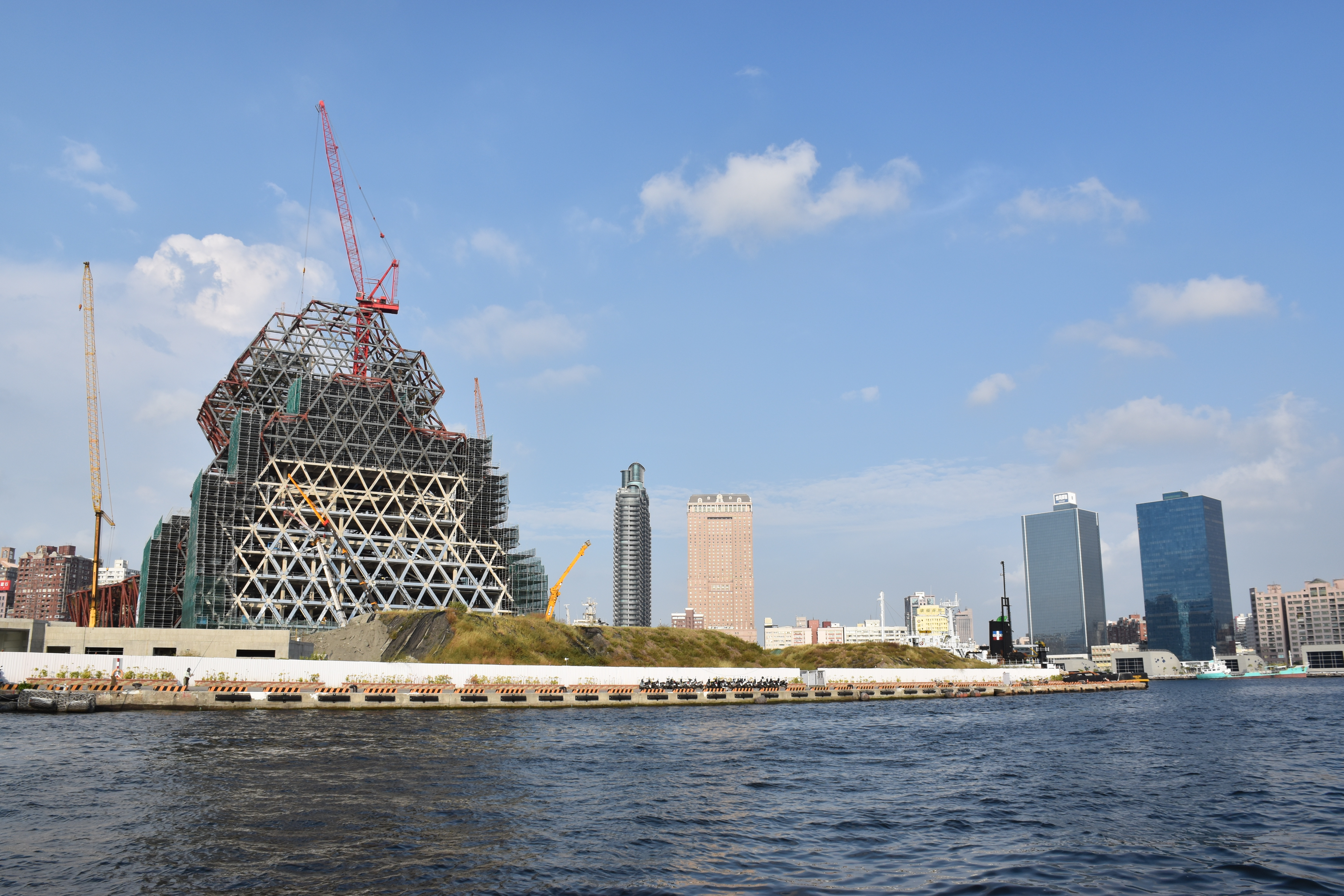
2017年10月的工程進度
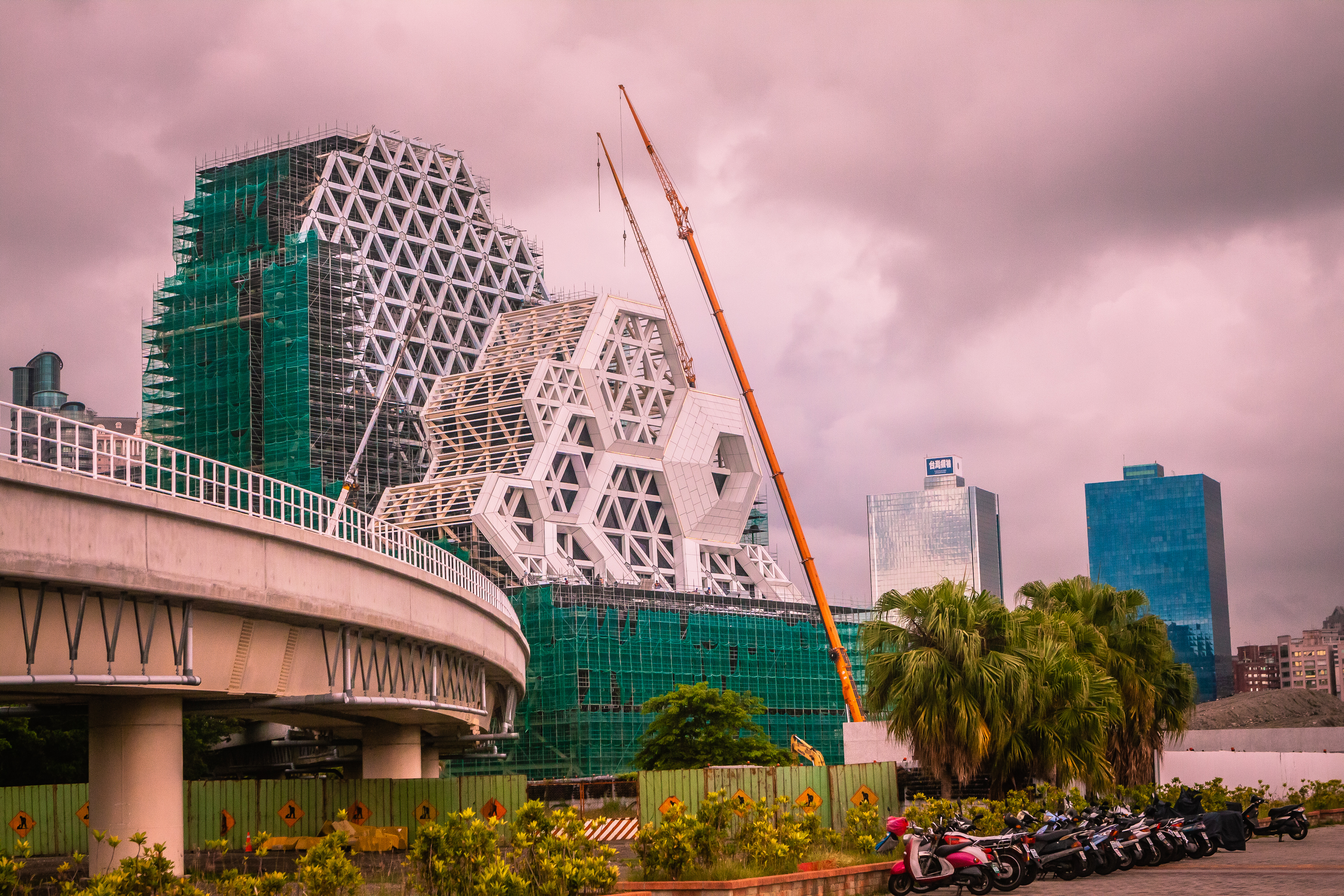
2018年7月的工程進度
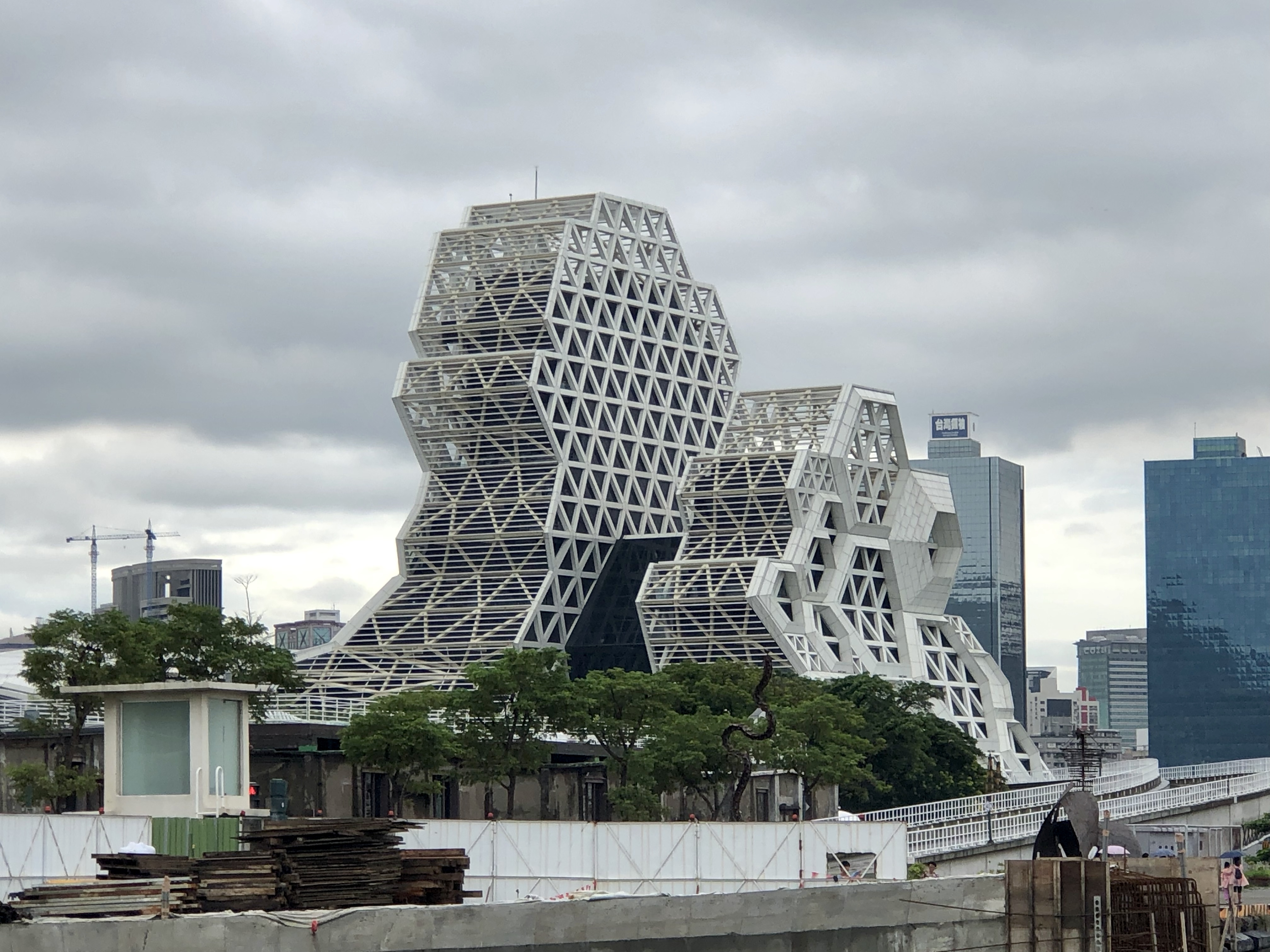
2019年8月的工程進度
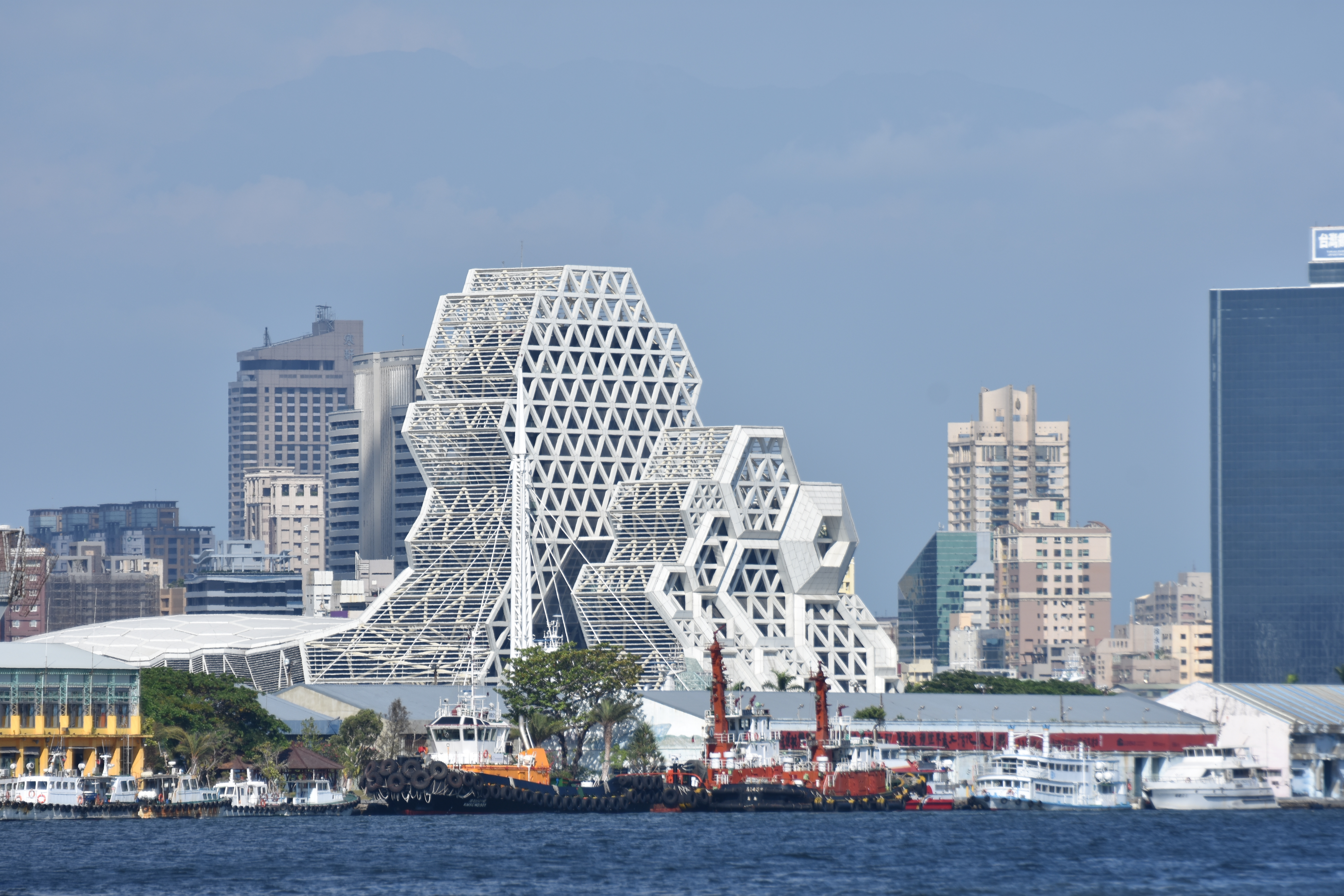
2020年5月的工程進度

## 外部連結
- 高雄流行音樂中心官網 （页面存档备份，存于）
- 高雄流行音樂中心的Facebook專頁
- 高雄流行音樂中心的Instagram帳戶
- YouTube上的高雄流行音樂中心頻道
- 高雄「海洋文化及流行音樂中心」國際競圖 （页面存档备份，存于）
- 海洋文化及流行音樂中心(高雄港11-12號碼頭及光榮碼頭區域)新建工程
- 海洋文化及流行音樂中心(高雄港13-15號碼頭區域新建工程)[永久]
- 高雄流行音樂中心(愛河灣) - 高雄旅遊網 （页面存档备份，存于）